# Barthélemy Courmont
Pour les articles homonymes, voir Courmont.
 (mai 2019).
Barthélemy Courmont, né le 30 janvier 1974 à Boulogne-Billancourt, est un géopolitologue français.

## Biographie

### Formation
Barthélémy Courmont est titulaire d'une maîtrise d'histoire médiévale (1997), d'un DEA en dynamiques comparées des sociétés en développement (1999) et d'un doctorat en sciences politiques (2005) de l'université Paris-Diderot. Il rédige sa thèse de doctorat L'utilisation de la bombe atomique à Hiroshima : éléments de décision et alternatives sous la direction de Monique Chemillier-Gendreau. Il a aussi reçu un diplôme de troisième cycle en stratégie et politiques de défense de l'EHEI (1998) et un DESS en défense de l'université Panthéon-Assas (2000).

### Carrière
Il a été visiting student en 1998 à la School of International and Public Affairs (SIPA) de l'Université Columbia. Il est professeur de Science politique à Hallym University, en Corée du Sud. Il est également directeur associé, sécurité et défense, à la Chaire Raoul-Dandurand en études stratégiques et diplomatiques de l'Université du Québec à Montréal, Canada, et chercheur associé à l'Institut de relations internationales et stratégiques (IRIS). Il a dirigé de 2006 à 2009 le bureau de l'IRIS à Taiwan.
En 2009-2010, il a enseigné à l'Université du Québec à Montréal (UQAM) au Département de science politique, et était titutlaire par intérim de la Chaire Raoul-Dandurand en études stratégiques et diplomatiques.
Barthélémy Courmont a travaillé au Centre français sur les États-Unis (CFE) de l'IFRI et fut chargé de cours à l'Institut d'études politiques de Lille, l'université Paris XIII, et l'IPRIS.
Il s'est spécialisé dans les questions sécuritaires en Asie du Nord-Est, la politique étrangère des États-Unis, les relations transatlantiques, les questions nucléaires et les nouvelles menaces, et il est rédacteur en chef de la revue trimestrielle Monde chinois, nouvelle Asie. Il a publié de nombreux ouvrages et articles scientifiques, et a notamment développé les concepts de guerre asymétrique et de soft power appliqué au cas de la Chine.
Auteur de plusieurs guides touristiques, il a publié des récits de voyage, sous la forme d'ouvrages ou d'articles.

## Ouvrages
Monographies
- Une guerre pacifique. La confrontation Pékin-Washington, Paris, EKSA, 2013.
- Géopolitique du Japon. Une puissance inquiète, Paris, Argos, 2013.
- La Corée du Nord dans le viseur, Sarrebruck, Dictus Publishing, 2013.
- Avant Eden, Québec, Septentrion, 2013.
- Chine : le temps de la superpuissance, Sarrebruck, Dictus Publishing, 2012.
- (avec Emmanuel Lincot) La Chine en défi, Paris, Erick Bonnier, 2012.
- Après Ben Laden. L’ennemi sans visage, Paris, François Bourin Éditeur, 2011.
- La Tentation de l’Orient. Une nouvelle politique américaine en Asie-Pacifique, Québec, Septentrion, 2010.
- Chine, la grande séduction. Essai sur le soft power chinois, Paris, Choiseul, 2009. Translated in Italian: Cina. La grande Seduttrice, Roma, 2011.
- (avec Darko Ribnikar) Les guerres asymétriques, deuxième édition revue et augmentée, Paris, Dalloz, 2009.
- Les défis d’Obama. Vers un nouveau leadership américain ?, Paris, Le Félin, 2009.
- Taïwan, de l’autre côté du détroit. Enquête sur une identité, Paris, Le Félin, 2008.
- L’Autre Pays du matin calme. Le paradoxe nord-coréen, Paris, Armand Colin, to be published in February 2008. Translated in Polish: Korea Polnocna. Paradoksy Polityki Kimow, Warsaw, Dialog, 2011.
- La Guerre, collection « 128 », Paris, Armand Colin, 2007. Translated in Spanish : La Guerra. Una introduccion, Madrid, Allianza, 2010.
- Pourquoi Hiroshima ? La décision d’utiliser la bombe atomique, Paris, L’Harmattan, 2007.
- (avec Erwan Benezet) Hollywood-Washington : Comment l’Amérique fait son cinéma, Paris, Armand Colin, 2007.
- (avec Pascal Boniface) Le monde nucléaire. Arme nucléaire et relations internationales depuis 1945, Paris, Armand Colin, 2006.
- L’Asie orientale face aux périls des nationalismes, Paris, Lignes de repères, 2006.
- Hiroshima et la bombe atomique, Caen, Éditions du Mémorial, 2005.
- L’Empire blessé : Washington à l’épreuve de l’asymétrie, Montréal, PUQ, 2005.
- L’Amérique de Bush : les enjeux d’une réélection, Paris, CV mag, 2005.
- Terrorisme et contre-terrorisme : l’incompréhension fatale, Paris, Cherche-Midi éditeur, 2003.
- (avec Darko Ribnikar) Les Guerres asymétriques : conflits d’hier et d’aujourd’hui, terrorisme et nouvelles menaces, Paris, PUF, 2002.
  - Traduit en serbe : Asimetritchni Ratovi, Belgrade, NITS, 2003.
- Le Japon d'Hiroshima: L'abîme et la résilience, Paris, Vendémiaire, 2015.

Ouvrages collectifs dirigés
- (ed.), « Corée: Soixante ans de divisions », Monde chinois, no 34, Autumn 2013.
- (ed.), Repenser la multipolarité, Québec, Septentrion, 2013.
- (ed.), « La Chine après le XVIIIe Congrès du PCC », Monde chinois, no 32, Winter 2013.
- (ed.), « Singapour », Monde chinois, no 30, Summer 2012.
- (ed.), « Le luxe en Chine », Monde chinois, no 29, Spring 2012.
- (ed.), « Les 100 ans de la République de Chine », Monde chinois, no 27, Autumn 2011.
- (ed.), « Le consensus de Pékin », Monde chinois, no 25, Spring 2011.
- (ed.), « Médias et pouvoir en Chine », Monde chinois, no 24, Winter 2011.
- (ed.), « Chine – Moyen-Orient : le partenariat du siècle ? », Monde chinois, no 23, Autumn 2010.
- (ed.), « La puissance militaire chinoise », Monde chinois, no 18, Summer 2009.
- (ed.), Washington et les États voyous. Une stratégie plurielle ?, Paris, Dalloz, 2007.
- (ed.), « L’ère des conflits asymétriques », Revue Internationale et Stratégique, no 51, Autumn 2003.

Guides touristiques
- Guide Petit Futé Taïwan (4e éd.), Paris, Nouvelles éditions de l’université, 2013.
- Guide Petit Futé Japon (6e éd.), Paris, Nouvelles éditions de l’université, 2013.
- Guide Petit Futé Corée du Sud (4e éd.), Paris, Nouvelles éditions de l’université, 2012.
- Guide Petit Futé Séoul (1re éd.), Paris, Nouvelles éditions de l’université, 2012.
- Guide Petit Futé Taïwan (2e éd.), Paris, Nouvelles éditions de l’université, 2007.
- Guide Petit Futé Bulgarie (1re éd.), Paris, Nouvelles éditions de l’université, 2001.
- (avec Bérengère Courmont) Guide Petit Futé Dublin (1re éd.), Paris, Nouvelles éditions de l’université, 2001.
- Guide Petit Futé Chypre (3e éd.), Paris, Nouvelles éditions de l’université, 2000.
- Guide Petit Futé Crète (1re éd.), Paris, Nouvelles éditions de l’université, 2000.
- Guide Petit Futé Pologne (1re éd.), Paris, Nouvelles éditions de l’université, 1999.